# Klemens Koschig

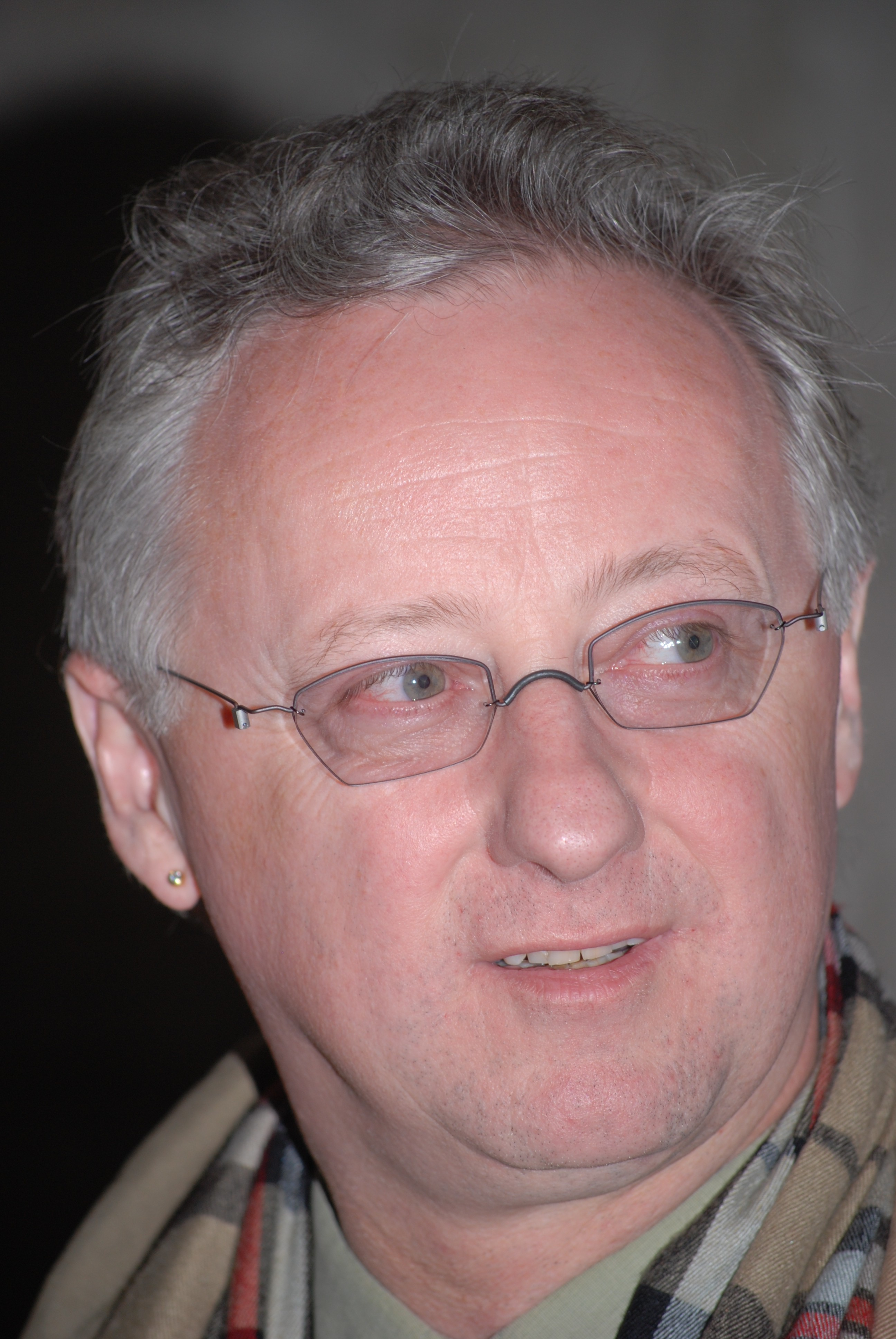
Klemens Koschig, ehemaliger Oberbürgermeister von Dessau-Roßlau

Klemens Koschig (* 26. Dezember 1957 in Dessau) ist ein parteiloser deutscher Kommunalpolitiker. Er war vom 1. Juli 2007 bis 30. Juni 2014 Oberbürgermeister der kreisfreien Stadt Dessau-Roßlau.

## Leben
Koschig wuchs ab seinem vierten Lebensjahr in Roßlau (Elbe) auf. Nach seinem Abitur 1976 an der EOS Roßlau leistet er seinen Grundwehrdienst bei der Bereitschaft der Deutschen Volkspolizei in Halle. Ab 1978 studierte er an der Technischen Hochschule in Magdeburg Maschinenbau. Parallel dazu nahm er ein Theologiestudium für Laien in Magdeburg auf.
Koschig war aktives Mitglied der Katholischen Studentengemeinde St. Augustinus Magdeburg, unter anderem als Sprecher und als Mitglied des Zentralen Arbeitskreises der Katholischen Studentengemeinden in der DDR (ZAK). 1983 schloss er sein Studium erfolgreich als Diplomingenieur ab und nahm eine Stelle als Projektierungsingenieur im VEB Deutsches Hydrierwerk in Rodleben an, wo er bis 1990 tätig war. 1985 folgte auch der Abschluss seines Theologiestudiums.
Im Januar 2007 wirkte Klemens Koschig an der Gründung der Neuen Fruchtbringenden Gesellschaft mit. Außerdem ist er Mitglied im Vorstand des Rotary Clubs Dessau.
Klemens Koschig ist seit 1979 mit Silvia Beuter verheiratet und hat fünf Kinder.

## Politische Arbeit
Im Herbst 1989 beteiligte sich Klemens Koschig an den friedlichen Demonstrationen in Roßlau und Dessau, zum Teil auch als Redner. Er trat dem Neuen Forum Roßlau bei und wurde bald Sprecher des Neuen Forums am Roßlauer Runden Tisch.
Nach der Kommunalwahl 1990 trat Koschig in die öffentliche Verwaltung des Landkreises Roßlau ein und wurde persönlicher Referent des Landrates und Leiter der Pressestelle. Am 25. Oktober 1990 wurde er zum Bürgermeister der Stadt Roßlau (Elbe) gewählt und bei den Kommunalwahlen 1994 und 2001 in seinem Amt bestätigt. Bis zur Fusion mit der Stadt Dessau am 1. Juli 2007 war Klemens Koschig Bürgermeister der Stadt Roßlau.
Am 22. April 2007 wählten ihn die Bürger von Dessau und Roßlau (Elbe) mit 56,8 Prozent der Stimmen im ersten Wahlgang zum ersten Oberbürgermeister der am 1. Juli 2007 aus der Fusion der beiden Städte hervorgegangenen kreisfreien Stadt Dessau-Roßlau. Am 15. Juni 2014 verlor Koschig die Stichwahl um das Amt des OB gegen den von einer parteiübergreifenden Koalition unterstützten FDP-Politiker Peter Kuras, der ihm am 1. Juli 2014 als Oberbürgermeister der kreisfreien Stadt Dessau-Roßlau nachfolgte.